# Championnat de Hongrie de football 2024-2025
Navigation
OTP Bank Liga 2023-2024 OTP Bank Liga 2025-2026
La saison 2024-2025 du Championnat de Hongrie de football (en hongrois OTP Bank Liga) est la 126e édition du championnat de première division de Hongrie (NB I). Cette compétition regroupe douze équipes, qui s'affronteront lors de 33 journées. En fin de saison, les deux derniers du classement sont relégués et remplacés par les deux meilleurs clubs de deuxième division.
Le Ferencváros TC, tenant du titre, conserve son titre.

## Participants
| \| MOL Fehérvár FC Puskás Akadémia Paksi SE Kecskeméti Debrecen Diósgyőri VTK Nyíregyháza Zalaegerszeg TE MTK Ferencváros Újpest Győr \| Localisation des clubs |
| MOL Fehérvár FC Puskás Akadémia Paksi SE Kecskeméti Debrecen Diósgyőri VTK Nyíregyháza Zalaegerszeg TE MTK Ferencváros Újpest Győr                              |

Un total de douze équipes participent au championnat, dix d'entre elles étant déjà présentes la saison précédente, auxquelles s'ajoutent deux promus de deuxième division que sont le Nyíregyháza Spartacus et le Győri ETO FC qui remplacent le Kisvárda FC et le Mezőkövesd-Zsóry SE, relégués à l'issue de l'édition précédente.
Légende des couleurs
- Deuxième tour de qualification de la Ligue des champions 2024-2025
- Premier tour de qualification de la Ligue Europa 2024-2025
- Deuxième tour de qualification de la Ligue Conférence 2024-2025
- Promu de NB II 2023-2024

| Club                  | Présent depuis | Classement 2023-2024 | Stade                  | Capacité théorique |
| --------------------- | -------------- | -------------------- | ---------------------- | ------------------ |
| Ferencváros TC        | 2009           | 1                    | Groupama Aréna         | 23 698             |
| Paksi SE              | 2006           | 2                    | Fehérvári úti stadion  | 4 900              |
| Puskás Akadémia       | 2017           | 3                    | Pancho Aréna           | 4 500              |
| MOL Fehérvár FC       | 2000           | 4                    | Sóstói Stadion         | 14 300             |
| Debreceni VSC         | 2021           | 5                    | Nagyerdei Stadion      | 20 340             |
| Kecskeméti TE         | 2022           | 6                    | Széktói Stadion        | 6 300              |
| Diósgyőri VTK         | 2023           | 7                    | DVTK Stadion           | 22 000             |
| MTK Budapest FC       | 2023           | 8                    | Stade Nándor Hidegkuti | 7 500              |
| Zalaegerszeg TE       | 2019           | 9                    | ZTE Aréna              | 12 400             |
| Újpest FC             | 1912           | 10                   | Stade Ferenc-Szusza    | 13 500             |
| Nyíregyháza Spartacus | 2024           | 1 (D2)               | Városi Stadion         | 8 150              |
| Győri ETO FC          | 2024           | 2 (D2)               | ETO Park               | 15 600             |

## Compétition

### Règlement
Le barème utilisé pour établir le classement est le suivant : 
- Victoire : 3 points
- Nul : 1 point
- Défaite : 0 point

En cas d'égalité de points, les critères suivants sont appliqués :
- Nombre de matchs remportés ;
- Différence de buts générale ;
- Nombre de buts marqués  ;
- Points obtenus entre équipes à égalité ;
- Différence de buts particulière ;
- Nombre de buts marqués à l'extérieur entre équipes à égalité ;
- Classement du fair-play ;
- Tirage au sort.

### Classement
| Rang | Équipe                  | Pts | J  | G  | N  | P  | Bp | Bc | Diff |
| ---- | ----------------------- | --- | -- | -- | -- | -- | -- | -- | ---- |
| 1    | Ferencváros TC T        | 69  | 33 | 20 | 9  | 4  | 64 | 31 | +33  |
| 2    | Puskás Akadémia FC      | 66  | 33 | 20 | 6  | 7  | 58 | 38 | +20  |
| 3    | Paksi SE C              | 57  | 33 | 16 | 9  | 8  | 65 | 47 | +18  |
| 4    | Győri ETO FC P          | 53  | 33 | 14 | 11 | 8  | 49 | 37 | +12  |
| 5    | MTK Budapest FC         | 46  | 33 | 13 | 7  | 13 | 53 | 47 | +6   |
| 6    | Diósgyőri VTK           | 44  | 33 | 11 | 11 | 11 | 43 | 51 | -8   |
| 7    | Újpest FC               | 41  | 33 | 9  | 14 | 10 | 38 | 44 | -6   |
| 8    | Nyíregyháza Spartacus P | 36  | 33 | 9  | 9  | 15 | 31 | 52 | -21  |
| 9    | Debreceni VSC           | 34  | 33 | 9  | 7  | 17 | 52 | 59 | -7   |
| 10   | Zalaegerszeg TE FC      | 34  | 33 | 7  | 13 | 13 | 35 | 42 | -7   |
| 11   | MOL Fehérvár FC         | 31  | 33 | 8  | 7  | 18 | 34 | 52 | -18  |
| 12   | Kecskeméti TE           | 25  | 33 | 4  | 13 | 16 | 31 | 53 | -22  |

Qualifications européennes
Ligue des champions 2025-2026
- 1er : deuxième tour de qualification

Ligue Europa 2025-2026
- C : premier tour de qualification

Ligue Conférence 2025-2026
- 2e, 4e : deuxième tour de qualification

Relégation
- 11e et 12e : relégation en deuxième division

Abréviations
- Paksi SE est qualifié pour la Ligue Europa 2025-2026 en tant que vainqueur de la Coupe de Hongrie[1].

- Ferencváros TC remporte son 36e titre de champion et son sixième d'affilé[2].

## Bilan de la saison
| Championnat de Hongrie de football 2024-2025                        |                            |
| Champion                                                            | Ferencváros TC (36e titre) |
| Dauphin                                                             | Puskás Akadémia FC         |
| Coupes et trophées                                                  |                            |
| Vainqueur de la Coupe de Hongrie 2024-2025                          | Paksi SE                   |
| Qualifications continentales                                        |                            |
| Ligue des champions de l'UEFA 2025-2026                             | Ferencváros TC             |
| Ligue Europa 2025-2026                                              | Paksi SE                   |
| Ligue Conférence 2025-2026                                          | Puskás Akadémia FC         |
| Ligue Conférence 2025-2026                                          | Győri ETO FC               |
| Promotions et relégations                                           |                            |
| Promus en Championnat de Hongrie de football                        | Kisvárda FC                |
| Promus en Championnat de Hongrie de football                        | Kazincbarcikai SC          |
| Relégués en Championnat de Hongrie de football de deuxième division | MOL Fehérvár FC            |
| Relégués en Championnat de Hongrie de football de deuxième division | Kecskeméti TE              |